# Lambsheimer Weiher
Der Lambsheimer Weiher in der Rheinebene bei der namengebenden pfälzischen Ortsgemeinde Lambsheim (Rheinland-Pfalz) ist ein vom Grundwasser gespeister Baggersee, der rechts neben dem Fuchsbach in einer ehemaligen Sand- und Kiesgrube angelegt wurde und als Badesee dient.

## Geographische Lage
Das Gewässer erstreckt sich auf 93 m ü. NHN in der Lambsheimer Gemarkung Auf dem Hirschen in der Vorderpfalz nordöstlich von Lambsheim, südwestlich der Kernstadt von Frankenthal und westlich von dessen Stadtteil Flomersheim. Das Gelände grenzt im Süden an die Kreisstraße 4 bzw. 6, die Lambsheim mit Frankenthal verbindet. Direkt östlich läuft die Autobahn 61 (Koblenz–Speyer) vorbei, deren Rastplatz Auf dem Hirschen liegt auf Höhe der Nordostspitze des Gewässers.
Der weitgehend nach Nordosten gerichtete Fuchsbach passiert den Weiher an dessen Nordwestseite auf einer Strecke von etwa 400 m in geringem Abstand; dieser beträgt an der schmalsten Stelle etwa 10 m. An der gesamten Ostseite des Weihers entlang verläuft neben der Autobahn in nördlicher Richtung der Brandgraben, der zwischen der Nordostspitze des Weihers und dem Rastplatz von rechts in den Fuchsbach mündet.

## Anlage
Der Weiher ist etwa 20 Hektar groß, bis zu 9 m tief und hat drei Sandbänke. Er ist abgeschlossen, ein oberirdischer Zu- oder Abfluss besteht nicht. Die Wasserfüllung resultiert aus dem Grundwasser, dessen Spiegel wegen des nahen Fuchsbachs sehr hoch liegt und dessen Abfließen nach Osten durch den verdichteten Unterbau der Autobahntrasse verzögert ist.
Der Weiher weist keinerlei Fließbewegung auf. Sein Wasser ist klar und besitzt eine grünlich-braune Farbe, die von organischen Schwebstoffen herrührt; die Sichttiefe reicht bei Windstille und damit unbewegter Wasseroberfläche bis 4 m. Die Ufer bestehen aus Lehm und Sand, zum Teil sind sie mit Steinen oder Holzstämmen befestigt. Die flache Uferzone ist hauptsächlich mit Schilfrohr bestanden, rund um den See wachsen Weiden und Erlen.

## Geschichte
Das Gewässer entstand in den späten 1960er Jahren als Baggersee, als in der Gegend im Tagebau Sand und Kies gewonnen wurde, um beim Bau der Autobahn 61 Verwendung zu finden. Der abgetragene Mutterboden wurde nach der Entnahme der tieferen Schichten wieder aufgebracht und bildet heute den weichen, morastigen Seegrund.

## Nutzung

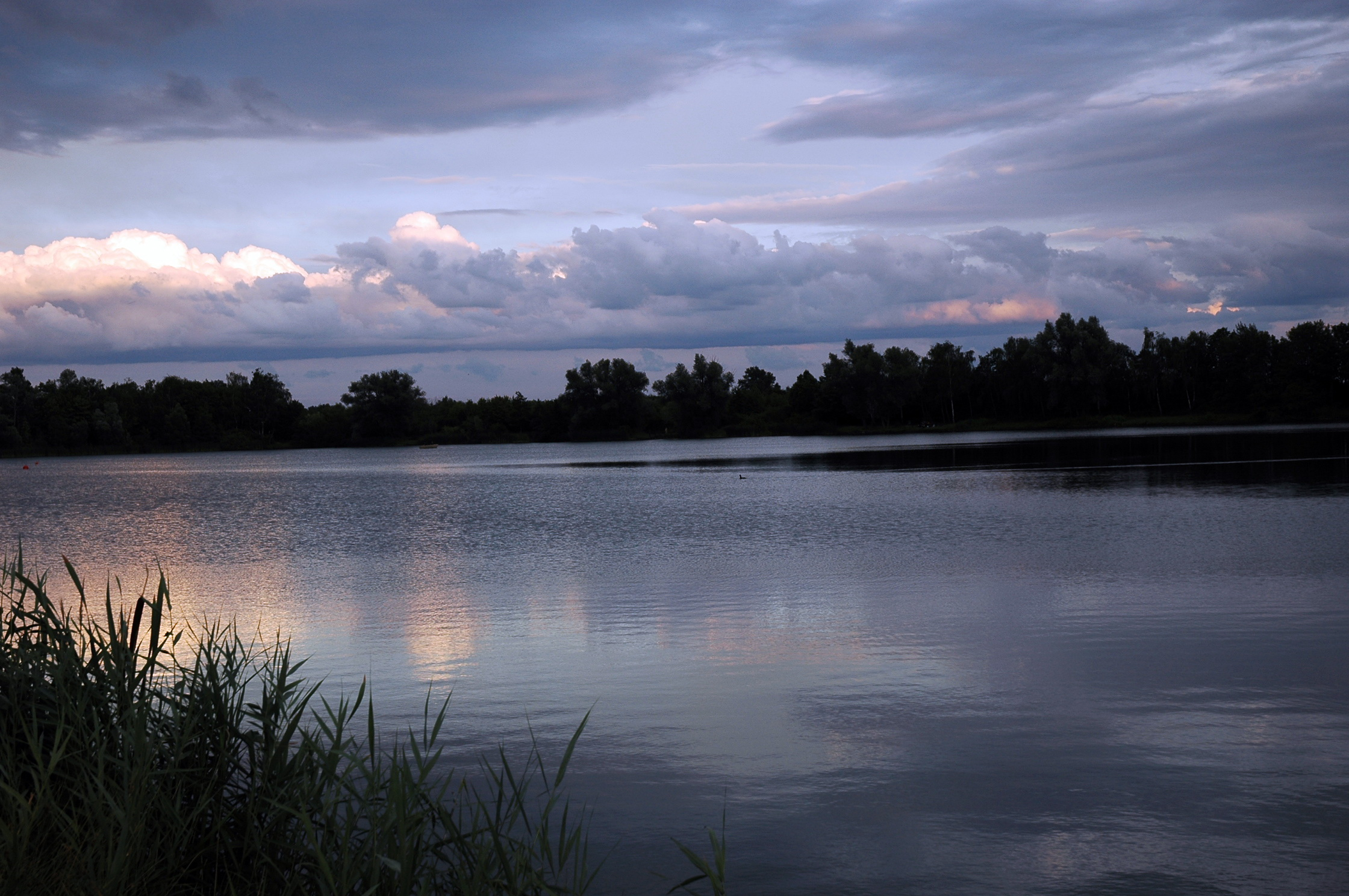
Lambsheimer Weiher

Der Lambsheimer Weiher gehört zum Naherholungszentrum Nachtweide und dient als Badesee der Freizeitgestaltung; zudem wird er bei Triathlon-Wettbewerben für die Schwimmdisziplin benutzt. Für den Sportangler-Verein Lambsheim findet er als Vereinsgewässer Verwendung, das die Sportangler mit Barschen, Weißfischen, Hechten, Zandern und Welsen besetzt haben.
Über die Lambsheimer Umgehungsstraße Ost wird der Eingang (Anschrift Nachtweide 2) im Nordwesten erreicht, wo sich ein großer Parkplatz, ein kleiner Campingplatz und das Vereinslokal „Fischerhütte“ mit Versorgungseinrichtungen befinden. Auf dem Gelände wird alljährlich im August das Fischerfest veranstaltet; den Sommer über wird eine Beachbar, während des Winters eine Icebar betrieben.